# 纵条副绯鲤
纵条副绯鲤（学名：Parupeneus ciliatus），又名短鬚海鯡鯉、短鬚副緋鯉、秋姑、鬚哥、蓬萊海鯡鯉，为鬚鯛科副緋鯉屬下的一个种。

## 分布
本魚分布於印度太平洋區，包括東非、馬爾地夫、葛摩、模里西斯、塞席爾群島、印度、斯里蘭卡、馬來西亞、菲律賓、印尼、中國東海、南海、日本南部、台灣、越南、新幾內亞、所羅門群島、澳洲、马里亚纳群岛、馬紹爾群島、密克羅尼西亞、帛琉、諾魯、斐濟群島、東加、吉里巴斯、吐瓦魯、萬那杜、法屬玻里尼西亞、墨西哥、加拉巴哥群島、厄瓜多等海域。

## 深度
水深2至91公尺。

## 特徵
本魚體為黃褐色，在靠近背鰭處顏色較深，體側有一條金黃色縱帶從吻部經眼一直延伸到第二背鰭下方，其上下各有平行之淺黃色或白色縱帶。尾鰭深分叉，背鰭兩個。背鰭硬棘共8枚、軟條共9枚；臀鰭硬棘1枚、軟條7枚。體長可達38公分。

## 生態
本魚棲息在沿岸的珊瑚礁和岩礁綴有沙底的水域，以底棲無脊椎動物為食，常單獨或一小群聚在一起活動或覓食。

## 經濟利用
食用魚，適宜煎食或煮薑絲清湯。另外小魚可當作觀賞魚。